# Dakota Township (Illinois)
Die Dakota Township ist eine von 18 Townships im Stephenson County im Nordwesten des US-amerikanischen Bundesstaates Illinois.

## Geografie
Die Dakota Township liegt Nordwesten von Illinois, rund 5 km südlich der Grenze zu Wisconsin. Der Mississippi, der die Grenze zu Iowa bildet, befindet sich rund 80 km westlich.
Die Dakota Township liegt auf 42°24′55″ nördlicher Breite und 89°32′46″ westlicher Länge und erstreckt sich über 46,61 km².
Die Dakota Township liegt im nordöstlichen Zentrum des Stephenson County und grenzt im Norden an die Rock Grove Township, im Osten an die Rock Run Township, im Süden an die Lancaster Township, im Westen an die Buckeye Township und im Nordwesten an die Oneco Township.

## Verkehr
Durch den Südosten der Township verläuft die Illinois State Route 75. Daneben bestehen die County Highways 5, 19 und 28. Alle weiteren Straßen sind untergeordnete und zum Teil unbefestigte Fahrwege.
Der nächstgelegene Flugplatz ist der rund 25 km südlich gelegene Albertus Airport bei Freeport, dem Zentrum der Region.

## Bevölkerung
Bei der Volkszählung im Jahr 2010 hatte die Township 815 Einwohner. Neben Streubesiedlung gibt es in der Dakota Township folgende Siedlungen:
- Dakota (Village)
- Afolkey (Unincorporated Community)